# Eukoenenia strinatii
Eukoenenia strinatii är en spindeldjursart som beskrevs av Bruno Condé 1977. Eukoenenia strinatii ingår i släktet Eukoenenia och familjen Eukoeneniidae. Inga underarter finns listade i Catalogue of Life.